# Steve McQueen (acteur)
Terence Steve McQueen (Beech Grove (Indiana), 24 maart 1930 – Ciudad Juárez (Mexico), 7 november 1980) was een Amerikaans filmacteur.

## Levensloop
McQueen werd geboren in een voorstad van Indianapolis. Zijn kinderjaren bracht hij door op de boerderij van zijn oom in Missouri, daar zijn vader het huis verliet toen hij slechts zes maanden oud was. Zijn moeder volgde diens voorbeeld korte tijd later. Als tiener vertrok hij naar Los Angeles, waar hij zich aansloot bij een bende. Toen hij opgepakt werd na een poging tot diefstal belandde hij in een verbeteringsgesticht, de Chino Reform School. Hij zat er anderhalf jaar en werd er weer op het rechte pad gebracht. Jaren later stichtte hij een fonds voor die school en liet haar zelfs 200.000 dollar na. In 1947 ging hij bij de marine, waar hij meermaals in conflict kwam met zijn superieuren. Toch kreeg hij drie jaar later eervol ontslag wegens heldhaftig gedrag. Daarna volgde er een reeks van 12 ambachten en 13 ongelukken: bouwwerven, olievelden, houthakker in Canada en zelfs koerier in New York.
McQueen schreef zich in bij een paar bekende acteursscholen en zijn gedrevenheid leverde hem een beurs op van de beroemde Actors Studio. Gevolgd door een hoofdrol op Broadway en ook in een televisiereeks. Al met al was zijn filmcarrière vrij kort; 27 films en zijn laatste waren alle flops. In de jaren 60 was hij de best betaalde acteur van zijn generatie, met een gemiddelde gage van 5 miljoen dollar.
Op persoonlijk vlak was Steve McQueen zoals hij meestal op het witte doek was: viriel, nukkig, licht paranoïde, getormenteerd. Hij was bezeten door snelheid en wist dan ook regelmatig zeer goede prestaties neer te zetten in nationale en internationale autoraces. Hij was ook een goed schutter en een liefhebber van oosterse vechtsporten. Hij had een zwarte band 9e dan in Taekwondo. Met James Coburn was hij een van de dragers van de lijkkist van Bruce Lee.
In december 1979 werd bij hem longkanker vastgesteld, veroorzaakt door asbest. Maar hij hield dit geheim tot een maand voor zijn dood. In januari 1980 kreeg hij een hartaanval, kort na zijn huwelijk met zijn derde echtgenote. Eind 1980 overleed hij op vijftigjarige leeftijd in Mexico aan een hartaanval, minder dan een dag na een succesvolle operatie waarbij tumoren waren verwijderd uit zijn rechterlong.
Hij was van 2 november 1956 tot 26 april 1972 getrouwd met Neile Adams, met wie hij twee kinderen kreeg. Zijn tweede vrouw was Ali MacGraw van 1973 tot 1978 en zijn laatste vrouw was Barbara Minty van 16 januari 1980 tot zijn dood op 7 november van datzelfde jaar.

## Academy Award
- Best Actor in a Leading Role - The Sand Pebbles (nominatie).

## Golden Globe
- Best Motion Picture Actor, Drama - Love with the Proper Stranger (nominatie).
- Best Motion Picture Actor, Drama - The Sand Pebbles (nominatie).
- Best Motion Picture Actor, Comedy/Musical - The Reivers (nominatie).
- Best Motion Picture Actor, Drama - Papillon (nominatie).